# Arena Puebla

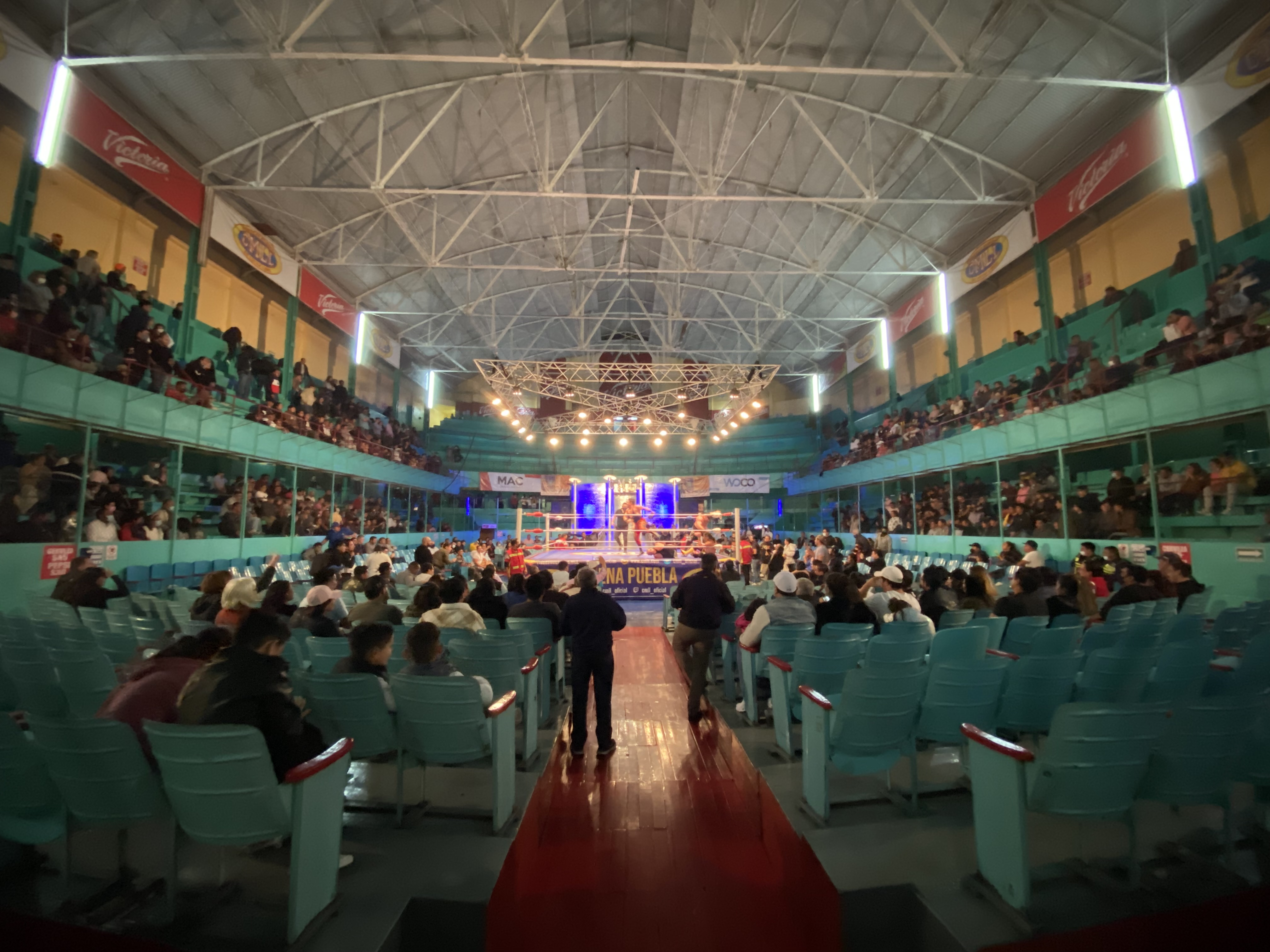
Día de lucha libre en la Arena Puebla.

La Arena Puebla es un recinto en el que se ofrecen espectáculos de lucha libre profesional. El edificio está ubicado en el Barrio del Carmen, de la ciudad de Puebla en México. Fue inaugurada en 1953 por Salvador Lutteroth González, creador del Consejo Mundial de Lucha Libre (CMLL). Tiene una capacidad de 3 mil aficionados. Esta arena ofrece semanalmente funciones de este deporte-espectáculo y además es una escuela de lucha libre profesional. 

## Historia
En su inauguración, la Arena Puebla tuvo como lucha estelar a Black Shadow, Tarzán López y Enrique Llanes contra El Santo, Cavernario Galindo y El Verdugo, todos ellos estrellas de la lucha libre en México.
Desde la década de 1990, la administración de dicho espacio está a cargo de la familia Mar, una familia luchística de profesión. En dicha época, este recinto atravesaba una de sus peores crisis pues la AAA llegó como competencia por lo que se redujo el número de funciones. A partir de entonces, la lucha semanal se realiza los lunes, los martes y miércoles estructuran el programa de la semana, el miércoles se manda a imprimir para que todo este listo antes de la función.
Este espacio también funciona como escuela de lucha libre profesional, con más de 20 años de experiencia y hasta 2007 el entrenamiento corría a cargo del luchador Luis Madrid o Centella de Oro. Algunos de los luchadores que se formaron en dicha escuela son: El Egipcio, Arturo Casco «La Fiera», Pegaso, Fuerza Chicana, entre otros.